# Rutenia
Rutenia es un exónimo actualmente utilizado para nombrar a la región donde viven los rutenos (eslavos orientales). Hoy en día se encuentra dividida entre varios países. En el presente suelen llamarse «rutenos» a los ucranianos occidentales y, en muchos casos, a los ucranianos que, en lugar de seguir la fe de la Iglesia ortodoxa, pertenecen a la Iglesia católica rutena o a la Iglesia greco-católica ucraniana, dos Iglesias orientales católicas presentes en la actual Ucrania.
Originalmente se empleaba en el latín medieval como una de las varias designaciones para las regiones eslavas orientales y ortodoxas orientales y como arcaísmo para los territorios de la Rus de Kiev (en antiguo eslavo oriental: Рѹ́сь / Rus y Рѹ́сьскаѧ землѧ / Rús'kaya zemlyá, en griego antiguo: Ῥωσία, en latín: Rusia, Ruscia, Ruzzia). Esta variante, que se remonta al antiguo nombre de la tribu celta de los rutenos (en latín: ruteni), fue trasladada por los cronistas de Europa Occidental a Rusia debido a su consonancia. El antiguo territorio de la Rus de Kiev fue gobernado por la dinastía Rúrika. El último de los ruríkidas reinó como Zar de Rusia en el siglo XVI.

## Historia del nombre y la región

### Edad Media
El término Rutenia puede sugerir diferentes cosas según quién lo diga y al periodo al que se refiera. Cronológicamente, los significados que ha adoptado son los siguientes:

#### Alta Edad Media
El nombre de Rutenia tiene inicialmente una conexión con el de Rus. Esto es por la denominación que daban los primeros eslavos y fineses a los varegos, a quienes llamaban rus, nombre que deriva, según la teoría normanda, de la antigua raíz nórdica roðs o roths. Hoy en día se conserva en el nombre que se da en Finlandia o Estonia a Suecia, ruotsi y rootsi. Posteriormente, se aplicó no solo a la aristocracia escandinava de la Europa oriental, sino a todo el grupo étnico que habitaba sus dominios.
Algunos estudiosos actuales usan el término Rutenia en textos sobre la Edad Media. En antiguo eslavo oriental, el Estado se denominaba Рѹсьскаѧ зємлѧ (Rús'kaya zemlyá, Tierra de Rus), existiendo diferentes apelaciones en los idiomas de Europa.
La denominación ruteni aparece por primera vez como rex Rutenorum (Rey de los Rutenos) en los anales de los Habsburgo en el siglo XII. Esto seguía la costumbre medieval de mantener las antiguas denominaciones latinas. Así, los daneses eran llamados "dani" y los alemanes, teutones. Del mismo modo, los pueblos (en su mayoría eslavos) denominados rus recibieron el nombre de ruteni, mientras que los baltoeslavos, como los borusios, eran llamados pruteni.
Inicialmente Rus era referida como Rugi y Rutuli.
A partir del siglo XII, ‘’Rutenia’’ se usaba en latín de forma alternativa con Ruscia y Rusia. Los documentos papales denotan así a los territorios dominados por la Rus de Kiev. En el siglo XIII, se hizo predominante el término Rus en los documentos latinos, especialmente los de Hungría, Bohemia y Polonia.

#### Baja Edad Media
Tras la invasión mongola de la Rus de Kiev ocurrida en el siglo XIII y la Peste Negra en el siglo XIV, el Estado de Rutenia se desintegra en principados, como el Principado de Vladímir-Súzdal o la República de Nóvgorod, que caen bajo la influencia del Imperio mongol. Más tarde, el Principado de Moscú se hizo predominante en la zona y controla la mayor parte de los principados del norte de Rus, comenzando a utilizarse de nuevo este término para denominar al nuevo Estado. Al ser Moscú un principado cristiano ortodoxo, tuvo escasos contactos con el papado y con la cultura latina, por lo que el término Rutenia se usó poco. Los nativos empleaban otras formas del término Rus para denominar su país y algunas de esas formas fueron llegando al mundo europeo de la época.
El Principado de Galitzia-Volynia, más al sur, cayó, sin embargo, bajo la influencia de los reinos de Polonia (católica latina) y Lituania (católica oriental), por lo que el uso del término Rutenia se mantuvo en este principado. Puede apreciarse, por ejemplo, en la proclama de Daniel Románovich, un príncipe local, como Rey de Rutenia. Este término se extendió también a otros idiomas no latinos, como el inglés.
Territorios del sur que se incluían en Rutenia, nombres en polaco:
- Ruś Halicko-Wołyńska: Principado de Galitzia-Volynia
- Ruś Halicka: Principado de Galitzia
- Ruś Biała: Rutenia Blanca, Rusia Blanca o Bielorrusia
- Ruś Czarna: Rutenia Negra, parte de la actual Bielorrusia
- Ruś Czerwona: Rutenia Roja, estrecha franja de Polonia (Przemysl) y la parte occidental de Ucrania (Galitzia), llamada en polaco Voivodato de Subcarpacia.
- Ruś Podkarpacka: Rutenia Transcarpática.

El Estado ruso que existió desde el siglo XIII hasta el XVI se denominaba Principado de Moscú (en ruso: Княжество Московское: Kniázhestvo Moskóvskoye) y, desde mediados del siglo XIV, Gran Principado de Moscú (en ruso: Великое Княжество Московское: Velíkoye Kniázhestvo Moskóvskoye). El historiador, geógrafo y canónigo polaco Maciej de Miechow, en su obra “Tractatus de duabus Sarmatiis”, de 1517, dijo que los habitantes del Principado de Moscú son rutenos y hablan en ruteno. El embajador del Sacro Imperio Romano Germánico en Rusia, Segismundo von Herberstein, en su libro “Rerum Moscoviticarum Commentarii”, de 1549, escribió que los habitantes locales se llaman “russi” en su lengua materna y “rutenos” en latín. Jacques Margeret, en su libro “Estat de l'Empire de Russie et Grande Duché de Moscovie”, de 1607, dijo que el nombre “moscovitas” para la población del Imperio Ruso es un error, ya que en las conversaciones con su pueblo, cuando se les pregunta de qué nación son ellos responden “rusak”, que significa ruso y si se les pregunta de qué lugar son responden de Moscú, Vologda, Ryazan u otras ciudades, y que este error es como si se quisiera llamar “parisinos” a todos los franceses. Margeret explica que sólo los habitantes de la ciudad de Moscú se llaman “moscovitas”.

### Edad Moderna y Contemporánea
En 1938, la Alemania nazi reclamó la independencia de una gran Ucrania, que incluiría Rutenia, parte de Hungría y el sureste polaco incluyendo Leópolis.

#### Bielorrusia
Los bielorrusos a menudo se llaman a sí mismos litviny ("lituanos") por su antigua pertenencia al Gran Ducado de Lituania, y no es frecuente que se denominen Rutenos.
Una excepción notable ocurrió poco después de la Segunda Guerra Mundial, en relación con los bielorrusos de Kresy, región occidental de Bielorrusia y Ucrania ocupada por Polonia entre 1922 y 1939, donde se encontraban  campos de refugiados al oeste de las zonas ocupadas de la Alemania de posguerra. Dado que en esta época el término Bielorrusia era poco conocido en Europa, produciéndose confusiones con Rusia, se adoptó el término Rutenia Blanca para evitar errores en la repatriación de los refugiados.

#### Ucrania

La región de Rutenia Transcarpática durante el breve periodo de independencia (1939).

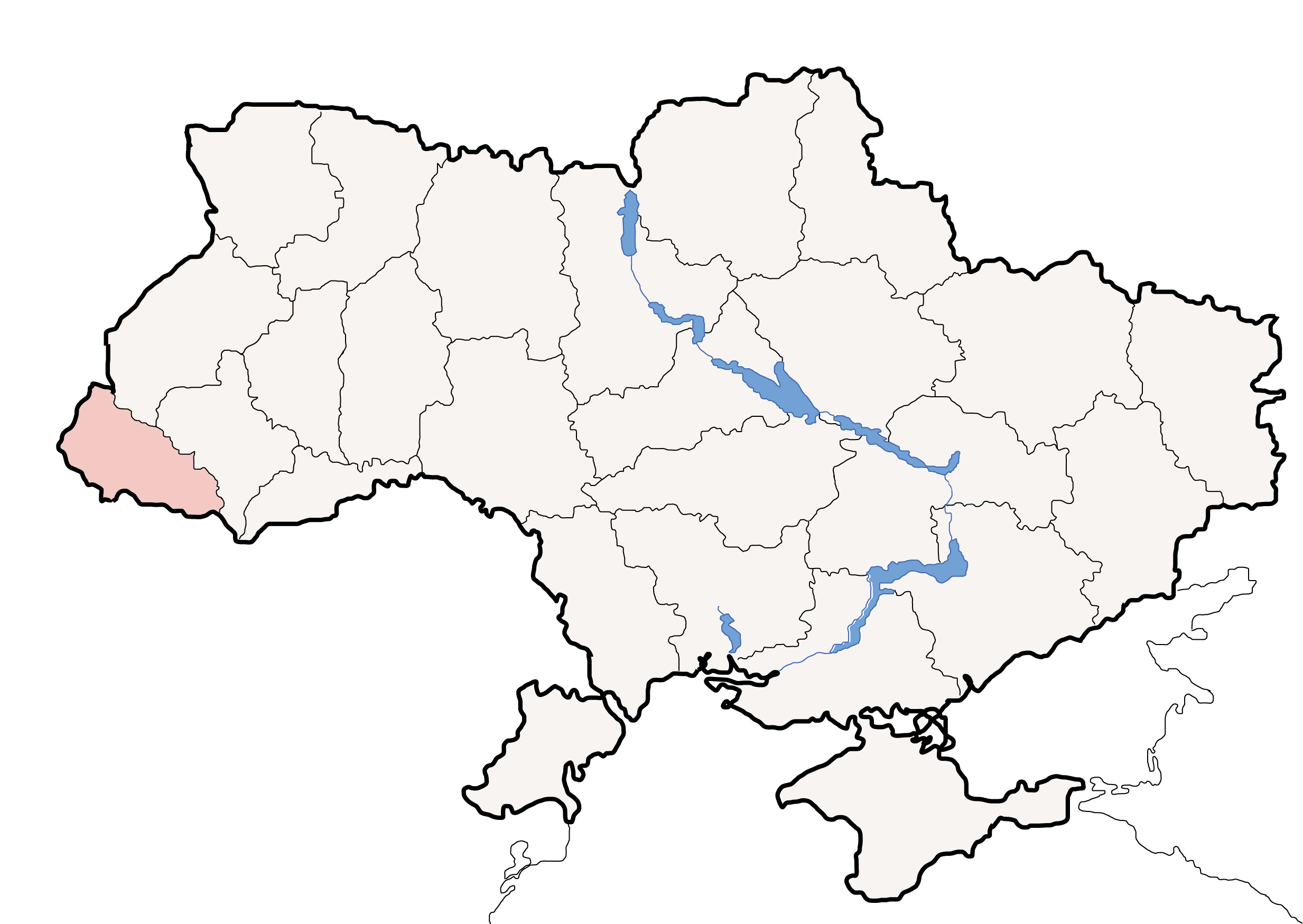
El Óblast de Zakarpatia en la actual Ucrania.

El nombre Rutenia sobrevivió algo más de tiempo como sinónimo de Ucrania. Cuando la monarquía austriaca tomó Galitzia como provincia en 1772, la administración austriaca observó que la población eslava de la región era diferente a los polacos y rusos. El nombre que se daban a sí mismos, rusýn, sonaba demasiado parecido a la palabra alemana Russen (ruso), así que los austriacos los llamaron Ruthenen (rutenos). El término siguió usándose hasta la caída del imperio en 1918.
A partir de 1840, con el auge nacionalismo ruso, se relanzó el término Rusia Menor para Ucrania. En las últimas décadas del siglo XIX, debido a la expansión del término Ucrania, el nombre "Rutenia" fue perdiendo uso entre la población ucraniana del Imperio ruso, quedando restringido para designar al área del oeste de Ucrania que había formado parte del Imperio austrohúngaro.
A comienzos del siglo XX, el nombre Ucrania fue aplicado ampliamente para la Galitzia, quedando Rutenia limitada al área meridional de los Cárpatos, en el Reino de Hungría. La Rutenia Transcarpática incluía las ciudades de Mukácheve/Mukáchevo/Munkács; Úzhgorod/Ungvár y Bérehove/Beregszász/Bergsaß. Esta región formó parte del Reino de Hungría hasta finales de siglo y era conocida como Magna Rus, Karpato-Rus u Óblast de Zakarpatia (Subcarpatia).
Durante el periodo de entreguerras, el territorio perteneció a Checoslovaquia, tratando de independizarse como "Cárpato-Ucrania" a comienzos de la Segunda Guerra Mundial. El nombre Rutenia quedó prácticamente como sinónimo de Rutenia Transcarpática. Una minoría rutena permaneció (los górales, es decir: "montañeses") en el área noroeste de Checoslovaquia (hoy Eslovaquia) después de la Segunda Guerra Mundial. 
La gente de la región aprendió rápidamente eslovaco, ya que su lengua está estrechamente relacionada con la eslovaca y porque la mayor parte de ellos rechazaron identificarse como ucranianos, como el gobierno comunista deseaba que hicieran. Hoy día la región de Rutenia o Transcarpacia está bajo el gobierno de Ucrania, conformando el óblast de Zakarpatia.

## Rutenos
Existió en la Antigüedad una población celta, del conjunto galo, conocida históricamente por el nombre latino de rutheni (rutenos). Tal pueblo habitó el territorio hoy francés del Rouergue, de modo que la paronomasia entre el pueblo galo de los rutenos y los pueblos eslavos orientales llamados rutenos (lat. rutheni) parece ser casual.